# Колебательный контур
Колебательный контур — электрическая цепь, содержащая катушку индуктивности, конденсатор и источник электрической энергии. При последовательном соединении элементов цепи колебательный контур называется последовательным, при параллельном — параллельным.
Колебательный контур — простейшая система, в которой могут происходить свободные электромагнитные колебания (при отсутствии в ней источника электрической энергии).
Резонансная частота контура определяется формулой Томсона:
{\displaystyle f_{0}={1 \over 2\pi {\sqrt {LC}}}.}

## Принцип действия
Пусть конденсатор ёмкостью C заряжен до напряжения {\displaystyle U_{0}}. Энергия электрического поля, запасённая в конденсаторе, составляет
{\displaystyle E_{C}={\frac {CU_{0}^{2}}{2}}.}

Параллельный колебательный контур

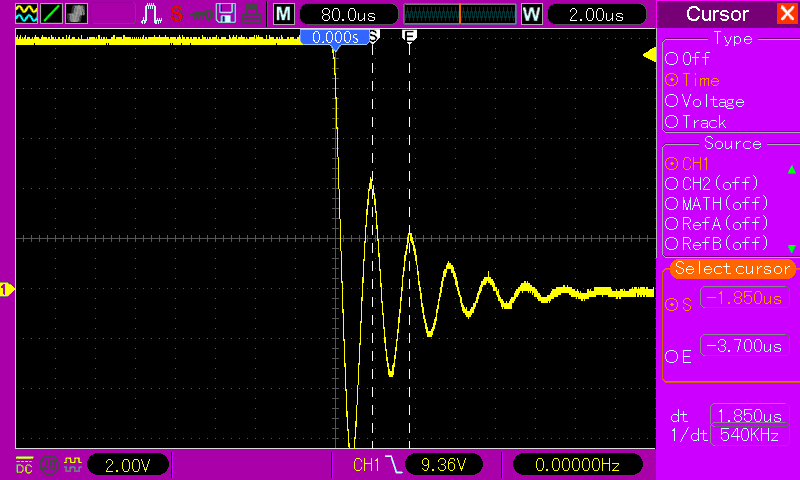
Осциллограмма LC-контура во время замыкания заряженного конденсатора на катушку индуктивности.
С — 240 нФ (заряженный)
L — 360 нГн
F_{0} ≈ 542 кГц

При соединении конденсатора с катушкой индуктивности в цепи потечёт ток {\displaystyle I}, что вызовет в катушке электродвижущую силу (ЭДС) самоиндукции, направленную на уменьшение тока в цепи. Ток, вызванный этой ЭДС (при отсутствии потерь в индуктивности), в начальный момент будет равен току разряда конденсатора, то есть результирующий ток будет равен нулю. Магнитная энергия катушки в этот (начальный) момент равна нулю.
Затем результирующий ток в цепи будет возрастать, а энергия электрического поля  конденсатора будет переходить в энергию магнитного поля катушки до полного разряда конденсатора. В этот момент энергия электрического поля конденсатора {\displaystyle E_{C}=0}. Энергия магнитного поля катушки индуктивности, напротив, максимальна и равна
{\displaystyle E_{L}={\frac {LI_{0}^{2}}{2}},}
где {\displaystyle L} — индуктивность катушки, {\displaystyle I_{0}} — максимальное значение тока.
После этого начнётся перезарядка конденсатора, то есть  конденсатор будет заряжаться напряжением другой полярности. Перезарядка будет происходить до тех пор, пока энергия магнитного поля в катушке индуктивности не перейдёт в  энергию электрического поля конденсатора. Конденсатор в этом случае будет заряжен до напряжения {\displaystyle -U_{0}}.
В результате периодического перехода энергии электрического поля в энергию магнитного поля в цепи возникают колебания, затухающие в реальном контуре, длительность которых будет обратно пропорциональна потерям в нем энергии.
Описанные выше процессы в параллельном колебательном контуре называются резонанс токов, что означает, что через индуктивность и ёмкость протекают токи больше тока, проходящего через весь контур, причём эти токи больше в определённое число раз, которое называется добротностью. Эти большие токи не покидают пределов контура, так как они противофазны и сами себя компенсируют. Стоит также заметить, что сопротивление параллельного колебательного контура на резонансной частоте стремится к бесконечности (в отличие от последовательного колебательного контура, сопротивление которого на резонансной частоте стремится к нулю), а это делает его незаменимым фильтром.
Стоит заметить, что помимо простого колебательного контура, есть ещё колебательные контуры первого, второго и третьего рода, что учитывают потери и имеют другие особенности.

## Математическое описание процессов
Напряжение на идеальной катушке индуктивности при изменении протекающего тока:
{\displaystyle u_{L}=L{\frac {di_{L}}{dt}}.}
Ток, протекающий через идеальный конденсатор, при изменении напряжения на нём:
{\displaystyle i_{C}=C{\frac {du_{C}}{dt}}.}
Из правил Кирхгофа, для цепи, составленной из параллельно соединённых конденсатора и катушки, следует:
{\displaystyle u_{L}+u_{C}=0,} — для напряжений,
и
{\displaystyle i_{C}=i_{L}} — для токов.
Совместно решая систему дифференциальных уравнений (дифференцируя одно из уравнений и подставляя результат в другое), получаем:
{\displaystyle {\frac {d^{2}i(t)}{dt^{2}}}+{\frac {1}{LC}}i(t)=0.}
Это дифференциальное уравнение гармонического осциллятора с циклической частотой собственных колебаний {\displaystyle \omega ={\frac {1}{\sqrt {LC}}}} (она называется собственной частотой гармонического осциллятора).
Решением этого уравнения 2-го порядка является выражение, зависящее от двух начальных условий:
{\displaystyle i(t)=I_{a}\sin({\omega }t+\varphi ),}
где {\displaystyle I_{a}} — некая постоянная, определяемая начальными условиями, называемая амплитудой колебаний, {\displaystyle \varphi } — также некоторая постоянная, зависящая от начальных условий, называемая начальной фазой.
Например, при начальных условиях {\displaystyle \varphi =0} и амплитуде начального тока {\displaystyle I_{a}} решение сведётся к:
{\displaystyle i(t)=I_{a}\sin({\omega }t).}
Решение может быть записано также в виде
{\displaystyle i(t)=I_{a1}\sin({\omega }t)+I_{a2}\cos({\omega }t),}
где {\displaystyle I_{a1}} и {\displaystyle I_{a2}} — некоторые константы, которые связаны с амплитудой {\displaystyle I_{a}} и фазой {\displaystyle \varphi } следующими тригонометрическими соотношениями:
{\displaystyle I_{a1}=I_{a}\cos {(\varphi )},}
{\displaystyle I_{a2}=I_{a}\sin {(\varphi )}.}

## Комплексное сопротивление (импеданс) колебательного контура
Колебательный контур может быть рассмотрен как двухполюсник, представляющий собой параллельное включение конденсатора и катушки индуктивности. Комплексное сопротивление такого двухполюсника можно записать как
{\displaystyle {\hat {z}}(i\omega )\;={\frac {i\omega L}{1-\omega ^{2}LC}},}
где i — мнимая единица.
Для такого двухполюсника может быть определена т. н. характеристическая частота (или резонансная частота), когда импеданс колебательного контура стремится к бесконечности (знаменатель дроби стремится к нулю).
Эта частота равна
{\displaystyle \omega _{h}={\frac {1}{\sqrt {LC}}}}
и совпадает по значению с собственной частотой колебательного контура.
Из этого уравнения следует, что на одной и той же частоте может работать множество контуров с разными величинами L и C, но с одинаковым произведением LC. Однако выбор соотношения между L и C зачастую не бывает полностью произвольным, так как обуславливается требуемым значением добротности контура.
Для последовательного контура добротность растёт с увеличением L:
{\displaystyle Q={\frac {1}{R}}{\sqrt {\frac {L}{C}}},}
где R — активное сопротивление контура.
Для параллельного контура:
{\displaystyle Q=R_{e}{\sqrt {\frac {C}{L}}},}
где {\displaystyle R_{e}={\frac {L}{CR_{L+C}}}}, ({\displaystyle R_{L+C}} — сумма активных сопротивлений в цепи катушки и цепи конденсатора).
Понятие добротности связано с тем, что в реальном контуре существуют потери энергии (на излучение и нагрев проводников). Для простоты предполагают, что все потери сосредоточены в некотором эквивалентном сопротивлении {\displaystyle R_{e}}, которое в последовательном контуре включено последовательно с L и C, а в параллельном — параллельно им. Малые потери (то есть высокая добротность) означают, что {\displaystyle R_{e}} в последовательном контуре мало, а в параллельном — велико. В низкочастотном последовательном контуре {\displaystyle R_{e}} легко обретает простой физический смысл — это в основном активное сопротивление провода катушки и проводников цепи.

## Практическое применение
Резонансные контуры широко используются как полосовые и режекторные фильтры — в усилителях, радиоприёмниках, а также в различных устройствах автоматики. Например, на самолётах Ил-62М, Ил-76 и Ту-154М установлены блоки регулирования частоты БРЧ-62БМ, в главном элементе которых — блоке измерения частоты БИЧ-1 — имеются два колебательных контура, настроенных на частоты 760 и 840 Гц. На них поступает напряжение с номинальной частотой 800 Гц от подвозбудителя генератора (сам генератор при этом выдаёт 400 Гц). При отклонении частоты от номинальной реактивное сопротивление одного из контуров становится больше, чем другого, и БРЧ выдаёт на привод постоянных оборотов генератора управляющий сигнал для коррекции оборотов генератора. Если частота поднялась выше номинальной — сопротивление второго контура станет меньше, чем первого, и БРЧ выдаст сигнал на уменьшение оборотов генератора, если частота упала — то наоборот. Так поддерживается постоянство частоты напряжения генератора при изменении оборотов двигателя.